# Greta Saur
Greta Saur (Sauer) (* 20. April 1909 in Bregenz; † 6. Mai 2000 in Villejuif (Val-de-Marne), Frankreich) war eine deutsche Malerin, die in Paris gelebt und gewirkt hat. Sie gehört zu den Vertretern der abstrakten Malerei, genauer der lyrischen Abstraktion der « Nouvelle Ecole de Paris ».

## Leben
Greta Sauer (Saur) ist 1909 als Tochter eines Musikers in Bregenz geboren. Nach dem Besuch des Gymnasiums in Augsburg, widmete sie sich von 1929 bis 1934 dem Studium der Musik, der Philosophie (mit dem Professor Karl Jaspers) und Psychologie (mit dem Professor E. Sprenger) in Heidelberg und  Berlin. Damals begannen ihre ersten autodidaktischen Versuche im Zeichnen. 
Seit 1932/1933 geriet sie  in den Widerstand gegen das Nazi-Regime hinein, wurde verhaftet und im Frauengefängnis Barnimstraße (Berlin) eingesperrt.
Aus politischen Gründen siedelte die Künstlerin im Jahr 1937 mit ihrem Freund François Willi Wendt nach Paris über. 
Freundliche Kontakte mit Wassily Kandinsky, Fernand Léger, Hans Hartung, Sonia Delaunay, Alberto Giacometti und Serge Poliakoff förderten ihren künstlerischen Reifungsprozess. 
1940 wurde Saur als «feindlicher Ausländer» in das französische Internierungslager Camp de Gurs verbracht. Danach fand sie Zuflucht bei Eva Péan-Pages in der «Villa Brise des Neiges» in La Tronche bei Grenoble. 
Im Jahr 1945, nach Kriegsende, kehrte sie nach Paris zurück, fand zuerst ein Atelier in der Rue Broca, danach in Bagneux (Hauts-de-Seine), wo sie gelebt und gewirkt hat.

## Gruppenausstellungen
- 1946 und folgende Jahre, Salon des Réalités Nouvelles
- 1950 mit Georges Mathieu, Wols, Nicolas Schöffer, Galerie des Deux Iles, Paris (Frankreich)
- 1954 « Collages » : Galerie Arnaud (Paris, Frankreich)
- 1955 « Die ausgewanderten Maler - Peintres allemands émigrés en France » (mit Jankel Adler, Lou Albert-Lasard, Eduard Bargheer, Max Beckmann, Francis Bott, Heinrich Campendonk, Heinrich Maria Davringhausen, Max Ernst, Otto Freundlich, Johnny Friedlaender, Hans Hartung, Paul Klee, Moissey Kogan, Jeanne Kosnik-Freundlich, Rudolf Levy, Rolf Nesch, Max Pfeiffer-Watenpuhl, Hans Purrmann, Josef Scharl, Kurt Schwitters, Ferdinand Springer, Emma Stern, François Willi Wendt und Wols), Städtisches Museum Schloss Morsbroich (Leverkusen)
- 1959 « Nouvelle Ecole de Paris », Kunsthalle Mannheim
- 1964 « Cinquante ans de collages » : Musée d’art et d’industrie de Saint-Etienne (Frankreich)
- 1964 Internationale Ausstellung mit Collagen im Musée des Arts Décoratifs in Paris (Frankreich)
- 1981 Gruppenausstellung mit Y. Baume, Bohm, Esther Hess, F. Limerat, Louttre. B, C. Maillard, Robert Saint-Criq, R. Thévenot, Marcel Van Thienen, Galerie Le Temps de voir (Dir. G. Thévenot)
- Teilnahme an mehreren Gruppenausstellungen in Frankreich, Dänemark, Italien, USA, Großbritannien …

## Einzelausstellungen
- 1948 Galerie du Montparnasse, Paris, Frankreich
- 1950 « Gouaches et pastels », Galerie de Beaune, Paris, Frankreich
- 1951 « Gouaches » (mit Stephen Gilbert), Galerie Arnaud, Paris, Frankreich
- 1952 Galerie Arnaud, Paris, Frankreich
- 1960 Galerie du Pont Royal (Dir. Irma Hoenigsberg), Paris, Frankreich
- 1961 « Peintures », Galerie du Pont Royal, Paris, Frankreich
- 1963 « Collages », Galerie du Pont Royal, Paris, Frankreich
- 1963 « Peintures et collages » (mit François Willi Wendt), Städtisches Museum von Trier
- 1971 « Peintures, collages, objets d’ombre », Centre Culturel Communal de Bagneux, Hauts-de-Seine, Frankreich
- 1986 « Collages et objets d’ombre », Galerie Sud - Centre culturel communal de Bagneux, Frankreich